# Alanngorsuaq
Alanngorsuaq er et 411 m højt bjerg i Qeqqata Kommune på Grønlands vestkyst, ca. 3 km øst for Sisimiut.
66°56′46″N 53°32′00″V / 66.94611°N 53.53333°V